# Farní sbor Českobratrské církve evangelické v Bukovce
Farní sbor Českobratrské církve evangelické v Bukovce je sborem Českobratrské církve evangelické v Bukovce. Sbor spadá pod Chrudimský seniorát.
Farářem sboru je František Plecháček, kurátorem sboru Martin Plecháček.

## Faráři sboru
- Pavel Keřkovský (1980–1983)
- Pavel Keřkovský (1983–1988)
- Dagmar Ondříčková (1989–1993)
- Jiří Doležal (1994–2004)
- Martin Grombiřík (2006–2010)
- Dalibor Antalík (2011–2016)
- František Plecháček (2016–)